# Karin Fellner

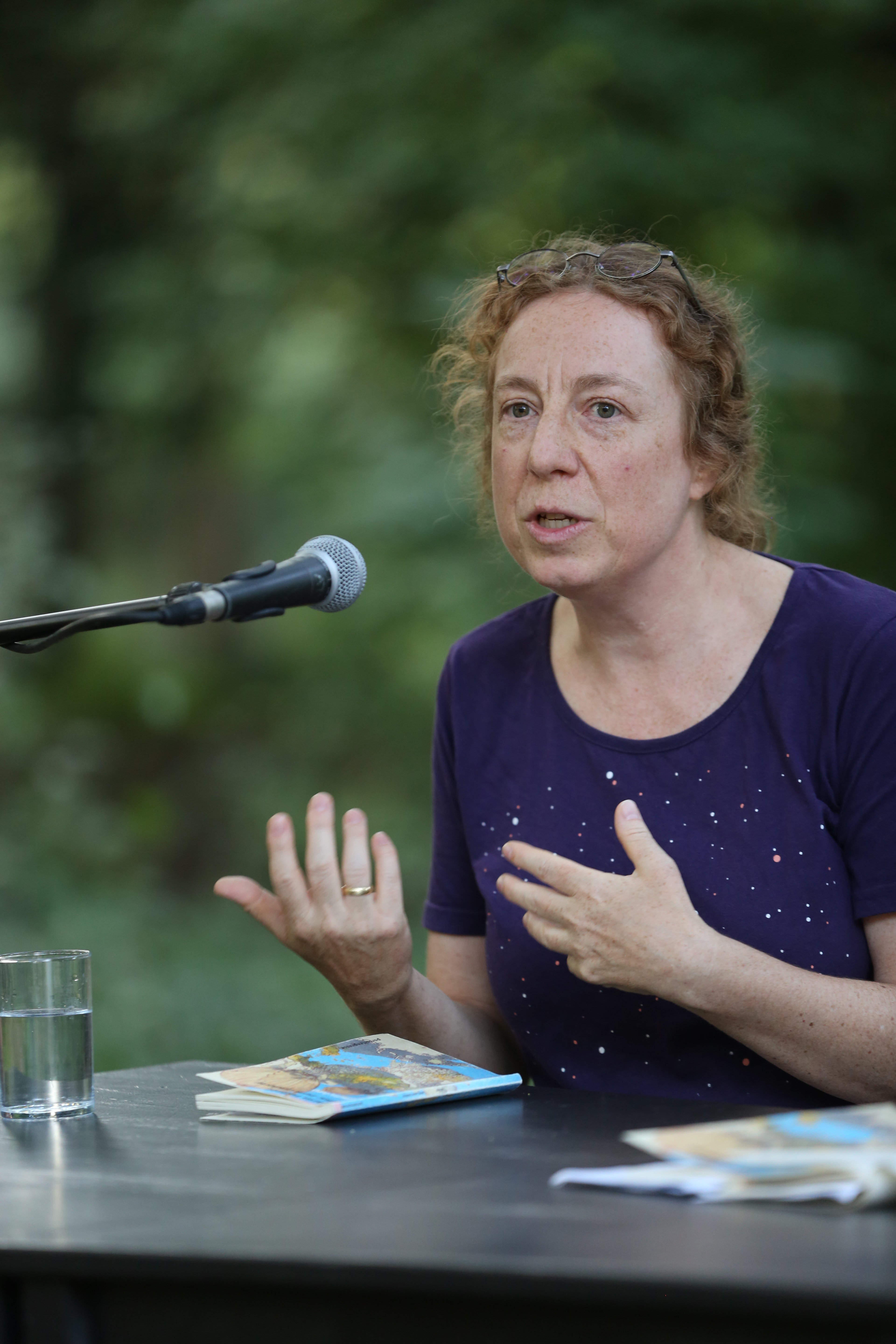
Karin Fellner (2019)

Karin Fellner (* 18. Juni 1970 in München) ist eine deutsche Dichterin und Autorin.

## Leben und Werk
Karin Fellner studierte Psychologie an der Universität Konstanz und Literaturwissenschaft an der Ludwig-Maximilians-Universität München. Sie ist seit Beginn des Jahrtausends als freie Schriftstellerin, Schreibcoach und Lektorin tätig. Daneben leitet sie Lyrikseminare (u. a. für das Lyrik Kabinett und das Literaturhaus München) und moderiert Lyrikveranstaltungen. Damit gilt sie als eine der treibenden Kräfte bei der Entwicklung einer zeitgenössischen Münchner Lyrikszene. Sie ist Mitglied der Lyrikgruppe Reimfrei und war Teilnehmerin beim Schamrock – Festival der Dichterinnen 2012 und 2014.
Karin Fellner lebt und arbeitet in München.

## Rezeption
„Eine Poesie, die sich auf den Zauber des Fantastischen versteht, genauso wie auf die verborgenen Öffnungen und Zwischenräume.“ ((Jurybegründung zum RAI-Medienpreis Meran 2012))
„Durch eine tiefensemantisch schlüssige Amalgamierung von Fachtermini aus Botanik, Geologie, Technik etc. und sprachlichen Archaismen schafft sie ... emotionale Textdynamiken, die den unabweisbaren Beklemmungen des Anthropozäns immer wieder auch leuchtende Seins- und Staunensfreudigkeit entgegensetzen.“ (Pia-Elisabeth Leuschner)

## Einzeltitel
- Begehren und Aufbegehren. Das Geschlechterverhältnis bei Robert Walser. Tectum Verlag, Marburg 2003
- Avantgarde des Schocks. Gedichte. Parasitenpresse, Köln 2005
- in belichteten wänden. Gedichte. yedermann Verlag, München 2007
- hangab zur kehle. Gedichte. yedermann Verlag, München 2010
- Ohne Kosmonautenanzug. Gedichte. Parasitenpresse, Köln 2015
- eins: zum andern. Gedichte. Parasitenpresse, Köln 2019
- Polle und Fu. Gedichte. Parasitenpresse, Köln 2024

## Übersetzungen
- Kim Bryan und Dave King: Wow! : [das Lexikon], Dorling Kindersley, München 2009, ISBN 978-3-8310-1429-3

## Auszeichnungen
- 2005: Wolfgang-Weyrauch-Förderpreis beim Leonce-und-Lena-Wettbewerb in Darmstadt, gemeinsam mit Hendrik Jackson
- 2006: Förderpreis für Lyrik der Internationalen Bodenseekonferenz
- 2008: Bayerischer Kunstförderpreis / Sparte Literatur
- 2012: Medienpreis des RAI-Senders Bozen beim Lyrikwettbewerb Meran[2]
- 2018: Literaturstipendium des Freistaats Bayern[4]
- 2021: Christian-Ferber-Ehrengabe der Deutschen Schillerstiftung
- 2024: Lyrikpreis der Südpfalz[5]